# Bona Małgorzata Sabaudzka

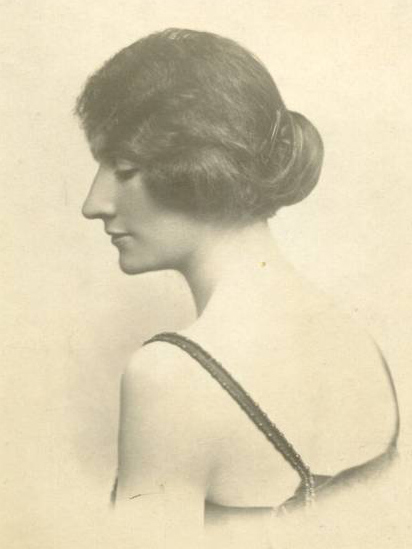
Bona Małgorzata Sabaudzka

Bona Małgorzata di Savoia-Genova (ur. 1 sierpnia 1896 w Agliè, zm. 2 lutego 1971 w Rzymie) – księżniczka sabaudzka.

## Życiorys
Bona Małgorzata była córką księcia Tomasza Sabaudzkiego-Genueńskiego, drugiego księcia Genui (1854-1931) i księżniczki Izabelli Marii Elżbiety Bawarskiej (1863-1924).
8 stycznia 1921 roku w Chateau d'Aglie, w Piemoncie, wyszła za mąż za Konrada Leopolda Franciszka, księcia Bawarii, syna księcia Leopolda Bawarskiego i jego żony - arcyksiężniczki Gizeli Habsburg.
Bona Małgorzata zmarła 2 lutego 1971 roku w wieku 74 lat w Rzymie.

## Dzieci
- Amalia Izabela (1921-1985)
- Eugeniusz Leopold (1925-1997)

## Rodowód
| Bona Małgorzata Sabaudzka-Genua | Ojciec: Tomasz Sabaudzki-Genueński | Dziadek po mieczu: Ferdynand Sabaudzki-Genueński | Pradziadek po mieczu: Karlo Albert Sabaudzki             | Prapradziadek po mieczu: Karol Emanuel Sabaudzki-Carignano    |
| Bona Małgorzata Sabaudzka-Genua | Ojciec: Tomasz Sabaudzki-Genueński | Dziadek po mieczu: Ferdynand Sabaudzki-Genueński | Pradziadek po mieczu: Karlo Albert Sabaudzki             | Praprababcia po mieczu: Maria Krystyna Saksońska              |
| Bona Małgorzata Sabaudzka-Genua | Ojciec: Tomasz Sabaudzki-Genueński | Dziadek po mieczu: Ferdynand Sabaudzki-Genueński | Prababcia po mieczu: Maria Teresa Habsburg-Lotaryńska    | Prapradziadek po mieczu: Ferdynand III Toskański              |
| Bona Małgorzata Sabaudzka-Genua | Ojciec: Tomasz Sabaudzki-Genueński | Dziadek po mieczu: Ferdynand Sabaudzki-Genueński | Prababcia po mieczu: Maria Teresa Habsburg-Lotaryńska    | Praprababcia po mieczu: Luiza Maria Amelia Burbon-Sycylijska  |
| Bona Małgorzata Sabaudzka-Genua | Ojciec: Tomasz Sabaudzki-Genueński | Babcia po mieczu: Elżbieta Saksońska             | Pradziadek po mieczu: Jan Saksoński                      | Prapradziadek po mieczu: Maksymilian Saksoński                |
| Bona Małgorzata Sabaudzka-Genua | Ojciec: Tomasz Sabaudzki-Genueński | Babcia po mieczu: Elżbieta Saksońska             | Pradziadek po mieczu: Jan Saksoński                      | Praprababcia po mieczu: Karolina Burbon-Parmeńska             |
| Bona Małgorzata Sabaudzka-Genua | Ojciec: Tomasz Sabaudzki-Genueński | Babcia po mieczu: Elżbieta Saksońska             | Prababcia po mieczu: Amelia Augusta Bawarska             | Prapradziadek po mieczu: Maksymilian I Józef Bawarski         |
| Bona Małgorzata Sabaudzka-Genua | Ojciec: Tomasz Sabaudzki-Genueński | Babcia po mieczu: Elżbieta Saksońska             | Prababcia po mieczu: Amelia Augusta Bawarska             | Praprababcia po mieczu: KKarolina Badeńska                    |
| Bona Małgorzata Sabaudzka-Genua | Matka: Izabela Bawarska            | Dziadek po kądzieli: Albert Bawarski             | Pradziadek po kądzieli: Ludwik I Bawarski                | Prapradziadek po kądzieli: Maksymilian I Józef Bawarski       |
| Bona Małgorzata Sabaudzka-Genua | Matka: Izabela Bawarska            | Dziadek po kądzieli: Albert Bawarski             | Pradziadek po kądzieli: Ludwik I Bawarski                | Praprababcia po kądzieli: Augusta Wilhelmina Hessen-Darmstadt |
| Bona Małgorzata Sabaudzka-Genua | Matka: Izabela Bawarska            | Dziadek po kądzieli: Albert Bawarski             | Prababcia po kądzieli: Teresa di Sassonia-Hildburghausen | Prapradziadek po kądzieli: Fryderyk Saksoński-Altenburg       |
| Bona Małgorzata Sabaudzka-Genua | Matka: Izabela Bawarska            | Dziadek po kądzieli: Albert Bawarski             | Prababcia po kądzieli: Teresa di Sassonia-Hildburghausen | Praprababcia po kądzieli: Karolina Meklemburg-Strelitz        |
| Bona Małgorzata Sabaudzka-Genua | Matka: Izabela Bawarska            | Babcia po kądzieli: Amelia Filipina Burbon       | Pradziadek po kądzieli: Franciszek de Paula Burbon       | Prapradziadek po kądzieli: Karol IV Hiszpański                |
| Bona Małgorzata Sabaudzka-Genua | Matka: Izabela Bawarska            | Babcia po kądzieli: Amelia Filipina Burbon       | Pradziadek po kądzieli: Franciszek de Paula Burbon       | Praprababcia po kądzieli: Maria Luiza Burbon-Parmeńska        |
| Bona Małgorzata Sabaudzka-Genua | Matka: Izabela Bawarska            | Babcia po kądzieli: Amelia Filipina Burbon       | Prababcia po kądzieli: Luiza Karola Burbon-Sycylijska    | Prapradziadek po kądzieli: Franciszek I Sycylijski            |
| Bona Małgorzata Sabaudzka-Genua | Matka: Izabela Bawarska            | Babcia po kądzieli: Amelia Filipina Burbon       | Prababcia po kądzieli: Luiza Karola Burbon-Sycylijska    | Praprababcia po kądzieli: Maria Izabela Burbon                |